# Athena Del Rosario
Athena Del Rosario (* 22. August 1982 in Redondo Beach, Kalifornien) ist eine US-amerikanische Handball- und Beachhandballtorhüterin und vormalige Fußballspielerin, die in der Disziplin Beachhandball zum erweiterten Nationalkader gehört.

## Persönlicher und sportlicher Werdegang
Athena Del Rosario bemerkte während ihrer Teenagerzeit, dass sie in einem männlichen Körper steckte, sich aber nicht männlich fühlte und versuchte den pubertären Transformationsprozess mit verschiedenen Mitteln zu unterdrücken. Dieses ebenso wie ihr lateinamerikanischer Nachname führte dazu, dass sie Ziel von Mobbing an ihrer Schule wurde. Dem konnte sie längere Zeit nur als Torhüterin ihrer Schulmannschaft umgehen. Nachdem es auch dort zu einem größeren Übergriff gekommen war, wechselte sie noch im Abschlussjahr die Schule. An der neuen Schule, der Mira Costa High School, hatte sie nicht mehr unter den Übergriffen zu leiden, wurde aber aus körperlichen Gründen in die Nachwuchs-Mannschaft gesteckt. Nach dem Schulabschluss entsorgte sie alle Erinnerungen an den Fußballsport, den sie eigentlich liebte, in dem sie aber keine Zukunft sah. Zunächst beendete sie ihre ambitionslos Schulbildung hier und verrichtete verschiedene Bürotätigkeiten, um Geld für eine Geschlechtsumwandlung zu bekommen. 2011 bezog sie auf Anraten ihres Partners und mit Unterstützung ihrer Mutter das Los Angeles Valley College (LAVC). Hier war es ihr ab 2013 wieder möglich, als Transfrau vor der Umwandlung im Frauenteam Fußball zu spielen, solange das Hormonlevel entsprechend war. Nach dem Abschluss bezog Del Rosario die University of California, Santa Cruz (UCSC), wo sie am Department of Environmental Studies studierte und im Rahmen der National Collegiate Athletic Association auf dem höchsten Level (Division I) Fußball spielte und auch den Great-South-Athletic-Conference-Titel gewinnen konnte. Während sie lange Jahre nicht einmal ihren Teamkameradinnen erzählte, dass sie eine Transfrau war – an der LAVC tat sie es erst nach dem Ende ihrer Zeit und erhielt dabei positive Reaktionen – äußerte sie sich erstmals öffentlich zu ihrer Situation 2016 im Rahmen der öffentlichen Debatte mit vielen Anfeindungen gegen den jungen Trans-Ringer Mack Beggs. Neben viel Zuspruch erhielt sie danach auch Anfeindungen.
Seit 2018 spielt Del Rosario auch als Torhüterin im Handball und Beachhandball. Sie gehörte seitdem immer zum erweiterten Kader der Beachhandball-Nationalmannschaft. Während 2018 und 2019 Staci Self und Katiann Scherer das reguläre Torhüterinnen-Doppel der Nationalmannschaft bildeten, waren es 2022 Self und Emma Johnson. Eine Berufung in einen Turnierkader für eine internationale Meisterschaft erreichte sie bislang nicht. Unter dem Namen Liberty Bells war die Nationalmannschaft der USA einschließlich Del Rosarios 2019 in Form einer Vereinsmannschaft auch in Europa unterwegs und wurde etwa beim Karacho Beach Cup in Münster in Deutschland 15. sowie in Paros Dritte.
In der Halle spielt sie für San Francisco CalHeat, im Beachhandball für RIP Beach Handball Club. In ihrem ersten Jahr wurde sie als SF Cal Heat Rookie Player of the Year ausgezeichnet. Sie gewann mit CalHeat den Texas Cup und wurde dabei ebenso wie beim Michael Lipov Memorial Cup als Most Valuable Player ausgezeichnet. 2019 wurde sie mit ihrem Team Zweite beim California Cup und als SF Cal Heat Women’s Player of the Year ausgezeichnet. Bei den US-Meisterschaften wurde sie zur besten Torhüterin gewählt. Im Beachhandball gewann sie die So. Cal Beach Handball Championships. 2020 gewann CalHeat erneut den Texas Cup und wurde erneut Zweite des California Cup, wo Del Rosario als beste Torhüterin geehrt wurde.
2020 wurde Del Rosario als Vertreterin der weiblichen Mitglieder in das Athletes' Advisory Council des Board Of Directors des US-Handballverbandes gewählt.

## Belege und Anmerkungen
1. ↑  Athena Del Rosario: This transgender NCAA goalie has competed the last two years and is now coming out. 31. Mai 2017, abgerufen am 3. Februar 2023 (englisch).
2. ↑  https://www.researchgate.net/profile/Athena-Del-Rosario
3. ↑  Athena Del Rosario. Abgerufen am 3. Februar 2023 (englisch).
4. ↑  Brittany Sodic, University of North Texas: This Trans NCAA Soccer Player Kept Her Gender a Secret for Years. In: Study Breaks. 10. Juli 2017, abgerufen am 3. Februar 2023 (amerikanisches Englisch).
5. ↑  Another male athlete celebrated for taking a woman's place. Meet Athena Del Rosario. - Mumsnet. Abgerufen am 3. Februar 2023 (englisch).
6. ↑  Cyd Zeigler: Athena Del Rosario is a trans athlete with Team USA Beach Handball. 28. Mai 2019, abgerufen am 3. Februar 2023 (englisch).
7. ↑  Stockfotos, Editorial und Creative Bilder | Bildagentur IMAGO, Stockfotos, Editorial und Creative Bilder | Bildagentur IMAGO: Karacho Beach Cup Fotos | IMAGO. Abgerufen am 1. Februar 2023.
8. ↑  Athena Del Rosario | SF CALHEAT. Abgerufen am 3. Februar 2023 (amerikanisches Englisch).
9. ↑  Six Athletes Elected To The USA Team Handball Athletes' Advisory Council. In: eamusa.org. USA Team Handball, 17. Juli 2020, abgerufen am 5. Februar 2023 (englisch).

| Personendaten    | Personendaten                                                   |
| ---------------- | --------------------------------------------------------------- |
| NAME             | Del Rosario, Athena                                             |
| KURZBESCHREIBUNG | US-amerikanische Fußball-, Handball- und Beachhandballspielerin |
| GEBURTSDATUM     | 22. August 1982                                                 |
| GEBURTSORT       | Lake Forest, Kalifornien, Vereinigte Staaten                    |